# Fissau
Fissau ist ein Ortsteil der ostholsteinischen Kreisstadt Eutin in Schleswig-Holstein. Die Dorfschaft ist mit rund 2000 Einwohnern nach der Kernstadt sowie Eutin-Neudorf der drittgrößte Stadtteil Eutins.

## Lage
Fissau liegt zwischen den Ufern des Kellersees sowie des Großen Eutiner Sees in der Holsteinischen Schweiz. Im Ort befindet sich außerdem ein großer Teil des Seeschaarwaldes.
Der Dorfkern ist etwa drei Kilometer vom Eutiner Stadtzentrum entfernt. In einer ähnlichen Entfernung befinden sich die weiteren Eutiner Stadtteile Sielbeck, Sibbersdorf und Neudorf. 

## Geschichte und Einwohnerentwicklung
Die Ortschaft, die 1201 erstmals urkundlich erwähnt wurde, gehörte bis 1933 zur Landgemeinde Eutin, ehe sie im Zuge einer Gebietsreform in die Stadt Eutin eingemeindet wurde. Während das Dorf um 1700 noch über weniger als 150 Einwohner verfügte, lebten 1867 schon mehr als 600 und 1925 mehr als 800 Menschen im Ort.

## Politik
Gemäß § 13 der Eutiner Stadtsatzung verfügt die Ortschaft über einen Dorfvorstand, der die Interessen der Dorfschaft gegenüber den städtischen Gremien vertritt. Bei Kommunalwahlen bildet die Dorfschaft gemeinsam mit der Dorfschaft Sielbeck den zwölften sowie gemeinsam mit der Dorfschaft Sibbersdorf den dreizehnten Gemeindewahlbezirk Eutins.

## Öffentliche Einrichtungen

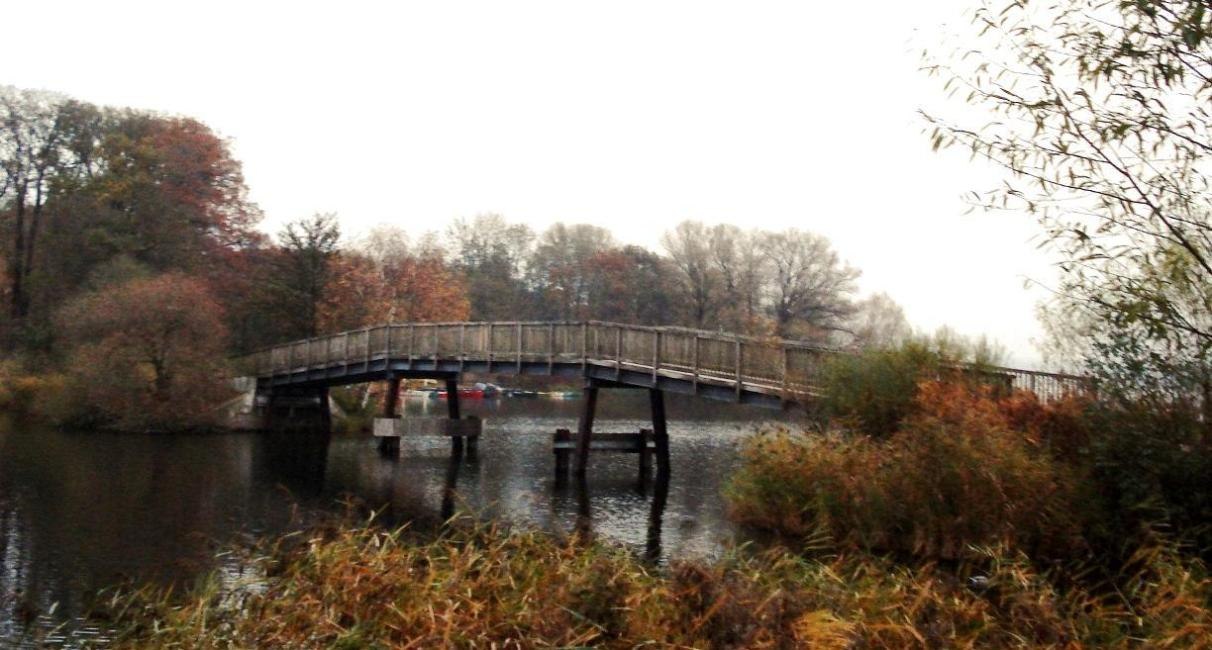
Die Bebensundbrücke

In Fissau befinden sich eine Kirche, die Freiwillige Feuerwehr, mehrere Kindergärten sowie eine der zwei Außenstellen der Eutiner Grundschule, die von rund 90 Kindern aus dem Dorf sowie aus der Dorfschaft Sibbersdorf besucht wird. Darüber hinaus sind die Landespolizeischule sowie die Polizeidirektion für Aus- und Fortbildung und für die Bereitschaftspolizei Schleswig-Holstein in Fissau ansässig.

## Kultur und Sport
Neben den Sportstätten der Landespolizeischule, die beispielsweise über eine Großsporthalle verfügt, befinden sich auch die Sportanlagen des Eutiner Waldecks mit dem Fritz Latendorf-Stadion in Fissau. Die dortigen Sportplätze werden für mehrere Sportarten genutzt, insbesondere für Leichtathletik und Fußball. Das Waldeck ist die Heimspielstätte aller vier Eutiner Fußballvereine.
In Fissau gibt es den Dorfverein Fissau-Sibbersdorf sowie mit dem TSV Fissau und dem Post SV Eutin zwei im Dorf gegründete Sportvereine. In unmittelbarer Nähe des Waldecks befinden sich zudem die Außenanlagen des Eutiner Tennisclubs.

## Verkehr
Die Verkehrsanbindung erfolgt unter anderem über die Landstraße 174, die Fissau mit Malente sowie der Bundesstraße 76 verbindet. Die nächstgelegene Anschlussstelle der Bundesautobahn 1 ist Eutin, der nächste Bahnhof befindet sich in der Eutiner Kernstadt.

## Sehenswürdigkeiten
- Bebensundbrücke
- Kaiser-Wilhelm-Turm

## Persönlichkeiten
- Joachim Heubach (1925–2000), deutscher Theologe (starb in Fissau)
- Fritz Latendorf (1924–2000), deutscher Politiker (geboren in Fissau, Namensgeber des Fritz Latendorf-Stadions)
- Georg Lohr (1861–1945), deutscher Architekt (starb in Fissau)
- Ludwig Matthiessen (1830–1906), deutscher Physiker (geboren in Fissau)
- Theodorus Schlichting (1680–1746), Bildhauer (starb in Fissau-Neumühle)
- Klaus Wrage (1891–1984), deutscher Maler (starb in Fissau)